# Helmut Sündermann

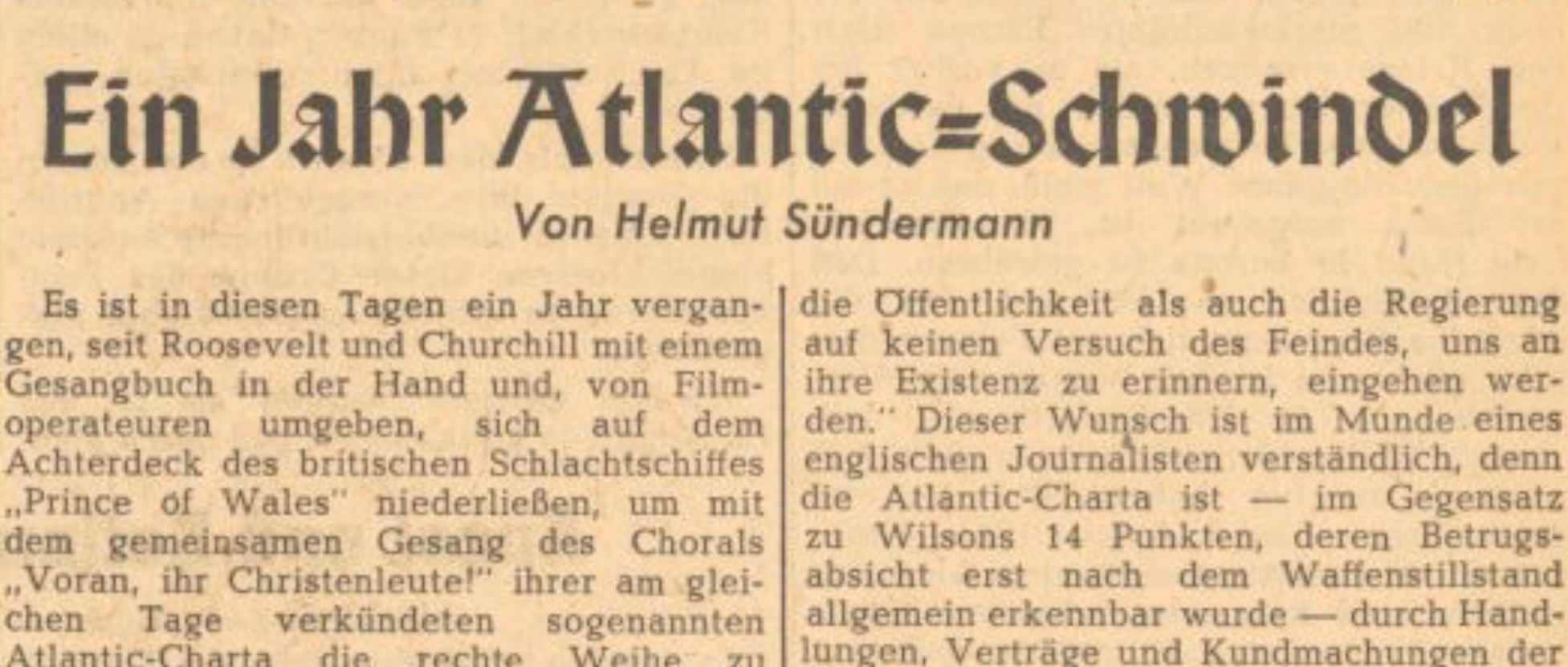
Hetzerischer Leitartikel Sündermanns von 1942 im Völkischen Beobachter

Helmut Sündermann (* 19. Februar 1911 in München; † 25. August 1972 in Leoni) war ein deutscher Journalist und einer der wichtigsten Vertreter der NS-Propaganda. Im NS-Staat bekleidete er den Rang eines SS-Obersturmbannführers und gehörte als stellvertretender Reichspressechef der NSDAP und der Reichsregierung zum engen Umfeld von Adolf Hitler. Nach Kriegsende betätigte er sich als Publizist in rechtsextremen Kreisen, gründete 1952 den rechtsextremen Druffel-Verlag und blieb bis zu seinem Lebensende Holocaust-Leugner.
Er verwendete auch die Pseudonyme Heinrich L. Sanden, Heinrich Sanden und Hermann Schild.

## Leben
Sündermann nahm im Mai 1930 ein Studium der Neueren Geschichte und der Zeitungswissenschaft an der Universität München auf. Zum 1. Juni 1930 trat er der NSDAP (Mitgliedsnummer 257.492) und 1931 der SS (SS-Nr. 16.296) bei. Im Kreis Starnberg trat er ab August 1930 als Kreisredner der NSDAP auf und war dort von Februar 1931 bis Januar 1933 stellvertretender Kreisleiter. Im Juli 1931 wurde er Gauredner der NSDAP im Gau München-Oberbayern und im August 1931 Stabsleiter der NSDAP-Reichspressestelle in München als Assistent bei Otto Dietrich. Am 1. Januar 1933 übernahm er die Hauptschriftleitung der NSK, die am 15. Mai 1934 Otto Dietrich als Reichspressechef der NSDAP unterstellt wurde. 
Ab 1. September 1934 leitete Sündermann innerhalb der der Reichsleitung der NSDAP das Pressepolitische Amt unter Otto Dietrich. Er wurde Mitglied der Zeitungswissenschaftlichen Vereinigung München und des Pressegerichtshofes. Inzwischen zum SS-Hauptsturmführer aufgestiegen, wurde er 1937 zum Stabsleiter des NSDAP-Reichspressechefs ernannt. Von März 1938 bis Ende April 1939 arbeitete er als Pressereferent für den Reichskommissar für die Wiedervereinigung Österreichs mit dem Deutschen Reich.

Journalismus und Nationalsozialismus waren für ihn unmittelbar verbunden. Er schrieb 1938 in Der Weg zum deutschen Journalismus:
„Nicht durch Zufall ist eine große Zahl führender Parteimänner aus den Reihen der Presse gekommen. […] Wer den Anspruch erhebt, das Forum der Öffentlichkeit zu betreten und täglich zum Volk zu sprechen, an den kann und muß die Forderung gerichtet werden, daß er sich das Recht zu solchem Beruf in den Reihen der Bewegung verdient.“
Nach dem deutschen Überfall auf Polen steuerte Sündermann 1939 einen Beitrag zu dem Buch Auf den Straßen des Sieges – Mit dem Führer in Polen bei. Am 1. Februar 1940 wurde Sündermann zur Wehrmacht eingezogen und am 10. Mai 1940 als Angehöriger des Infanterie-Regiments 167 an die Westfront verlegt. Am 3. Juni 1940 wurde er aus der Wehrmacht entlassen. In der SS wurde Sündermann 1941 zum SS-Obersturmbannführer ernannt. Nachdem er bereits 1936 und 1938 erfolglos zur Reichstagswahl vorgeschlagen worden war, erhielt Sündermann im Februar 1942 von Hitler ein Mandat im Reichstag (Die Verleihung stellte eine Alimentierung verdienter NSDAP-Mitglieder dar). Ebenfalls 1942 wurde Sündermann stellvertretender Pressechef der Reichsregierung und Hauptdienstleiter der NSDAP. Im Juni 1943 war er geschäftsführender Präsident der II. Tagung der von Maximilian du Prel gegründeten Union Nationaler Journalistenverbände in Wien. Am 3. April 1945 wurde Sündermann auf Drängen von Joseph Goebbels von Reichsleiter Martin Bormann aus allen Funktionen entlassen.
Sündermanns Schriften durchzieht fast immer ein aggressiver Antisemitismus, kombiniert mit Anklagen gegen die Sowjetunion, England, Frankreich und die USA. Im Herbst 1940 schrieb er in der NSK, dass die „Judendämmerung in Europa“ angebrochen sei.
Bei Kriegsende wurde Sündermann von den Alliierten gefangen genommen und war bis September 1948 im Internierungslager Dachau. In der SBZ wurden seine sämtlichen Schriften auf die Liste der auszusondernden Literatur gesetzt. Auch nach dem verlorenen Krieg blieb Sündermann Anhänger des Nationalsozialismus. Eine Verfolgung der Juden hielt er im Grunde für notwendig. Er erklärte nachträglich die nationalsozialistischen „Maßnahmen gegen die Juden als Sicherungsmaßnahmen im Kriege“, die notwendig gewesen seien. Er bezweifelte auch die nach 1945 bekanntgewordenen Zahl von 6 Millionen Ermordeten. Seiner Meinung nach lag die Zahl zwischen 6000 und 6 Millionen Toten, und er sah auch keinerlei Beweise dafür, wer den Mord an den Juden verursacht hatte. Seiner Darstellung nach hatten die Widerstandskämpfer des 20. Juli die Kriegsniederlage verursacht. 1951 gehörte er zu den Mitbegründern der rechtsextremen Monatszeitschrift Nation und Europa. 
Zusammen mit seiner Ehefrau Ursula gründete Sündermann 1952 den Druffel-Verlag, in dem führende Nationalsozialisten ihre Memoiren veröffentlichten. Sündermann gehörte zu den Gründern der rechtsextremen Gesellschaft für freie Publizistik. Er war Vorsitzender des rechtsextremen Deutschen Kulturwerks Europäischen Geistes.
Als Sündermann 1972 starb, übernahm sein Ziehsohn Gert Sudholt die Geschäfte des Verlags. Der Druffel-Verlag verleiht eine Helmut-Sündermann-Medaille.

## Veröffentlichungen (Auswahl)
Monographien
- Die Grenzen fallen. Von der Ostmark zum Sudetenland. Zentralverlag des NSDAP, Frz. Eher Nachf. GmbH, München 1939.
- Alter Feind - was nun? Wiederbegegnung mit England und Engländern. Druffel-Verlag, Leoni am Starnberger See 1955.
- Das Erbe des falschen Propheten. Moskaus Kampf um Deutschland. Von Lenin bis heute - und morgen? Druffel-Verlag, Leoni am Starnberger See 1958.
- Das Dritte Reich. Eine Richtigstellung in Umrissen. Druffel-Verlag, Leoni am Starnberger See 1959.
- Deutsche Notizen 1945/1965 : Erlebnis, Widerspruch, Erwartung. Druffel-Verlag, Leoni am Starnberger See 1965.
- Wie deutsch bleibt Österreich? : Antwort an Schuschnigg. Druffel-Verlag, Leoni am Starnberger See 1970.
- (posthum) Hier stehe ich ... Deutsche Erinnerungen 1914 - 45 (Aus dem Nachlass hrsg. von Gert Sudholt) Druffel-Verlag, Leoni am Starnberger See 1975.

Herausgeberschaften
- Dr. Moritz Busch: Mit Bismarck vor Paris. Erlebnisse und Gespräche mit dem großen Kanzler während des Deutsch-Französischen Krieges 1870/71. Zentralverlag des NSDAP, Frz. Eher Nachf. GmbH, München 1940.